# 中国人民解放军陆军第二十七集团军
中国人民解放军陆军第二十七集团军，是中国人民解放军陆军已撤销的集团军，于1985年編成，前身为华东野战军第九纵队、中国人民解放军第二十七军。原代号为中国人民解放军51002部队，后改为中国人民解放军66267部队。隶属中部战区陆军，军部驻地山西省太原市。

## 沿革

### 中华人民共和国成立前
陆军第二十七集团军的前身是原八路军胶东军区地方部队。1946年，胶东军区的大部分主力部队进军东北（即后来的第四十一集团军），余下部队整合为华东野战军第九纵队，许世友任司令员，林浩任政委。1947年，参加孟良崮战役。1948年，该部队在济南战役中率先攻破城池，俘虜国军陆军上将王耀武，中共中央军委主席毛泽东亲写“济南第一团”表彰该部队，即后来的第二十七军七十九师二三五团。淮海战役中，该纵队参加围歼黄伯韬兵团、杜聿明集团的战斗。
1949年，第九纵队改称中国人民解放军第二十七军，军长聂凤智，政委刘浩天。下辖第七十九、八十、八十一师。渡江战役中为上海战役的主力，参加攻占上海的战斗。其中时任副连长的王延芝孤身一人突袭位于国际饭店顶楼的国军蒋中正青年团团部，劝降千余人。占领上海当夜，该军上自军长下至马夫全部露宿街头。

### 中华人民共和国成立后
1950年后入朝参加抗美援朝战争，击溃美军“第31团级作战队”。1952年10月回国，归南京军区，驻防无锡。“珍宝岛事件”后，军委为加强北京军区的防务力量，于1971年9月将该军一个师调到北京，以后又将该军北调河北石家庄。1981年9月第二十七军部队参加了“华北大演习”。1985年，改编为中国人民解放军第二十七集团军。1987年，参加老山战役。1989年曾到北京参与六四事件的戒严任务。进京前，士兵被告知是进行训练。清场前十天，二十七军士兵不被允许看新闻。六四清场期间，二十七军曾用机关枪袭击撤离人群，甚至碾压其他部队掉队的士兵。据北京市民傳言，犯下了最殘酷的暴行是第27軍，而38軍相对友好。因为普遍認為第27軍是由時任國家主席兼中央軍委副主席楊尚昆的侄子領導，狂熱地忠誠於强硬一系。27军的士兵被当地市民形容為“文盲”和“只懂殺人”。有报道称第27军的士兵在事先没有警告下枪杀手无寸铁的平民，并脅迫其他部隊殺死學生和示威群众。
2015年12月，集团军开始移防至山西省太原市。2016年，中国人民解放军七大军区撤销，成立五大战区，陆军第二十七集团军划归中国人民解放军中部战区陆军。

## 编制
1985年陆军第二十七军改编为陆军第二十七集团军，辖步兵第七十九师、第八十师、第八十一师，编入坦克旅、炮兵旅和高炮旅。步兵第八十一师于1996年改为直属武警总部的机动师。1998年第二十七集团军全军旅团化，步兵第七十九师改编为摩步第二三五旅，第八十师改为摩步第八十旅，坦克旅改装甲旅。2003年，第六十三集团军撤消后，摩步第一八八旅（改机步）、八十二旅和装甲旅转隶第二十七集团军，原第二十七集团军装甲旅，炮兵旅撤销。全军约30000人左右。其中，机械化步兵第二三五旅装备99G式坦克、04A步兵战车，装甲第七旅96A型主战坦克。
2017年撤编前，陆军第二十七集团军下辖：
- 摩托化步兵第八十旅
- 摩托化步兵第八十二旅
- 轻型机械化步兵第一八八旅
- 机械化步兵第二三五旅
- 装甲第七旅
- 炮兵旅
- 防空旅

## 历任主官
| 中国人民解放军陆军第二十七集团军军长 1. 钱国梁（1985年7月—1989年6月） 2. 黄信生（1989年6月—1994年12月） 3. 邱金凯（1994年12月—2000年12月） 4. 王喜斌（2000年12月—2005年12月） 5. 秦卫江（2005年12月—2010年12月） 6. 薛爱国（2011年2月—2016年8月） | 中国人民解放军陆军第二十七集团军政治委员 1. 徐永清（1985年7月—1988年10月） 2. 朱增泉（1988年10月—1994年12月） 3. 张志鹏（1994年12月—1996年9月） 4. 张海阳（1996年9月—2002年7月） 5. 王秉伦（2002年7月—2003年7月） 6. 刘福连（2003年7月—2006年12月） 7. 程童一（2007年2月—2011年6月） 8. 薛凝冰（2011年8月—2016年6月） 9. 王文全（2016年6月—） |

## 荣誉
曾被授予荣誉称号的单位有：
- 济南第一团：第二三五摩步旅
- 抗洪抢险英雄营：第二十七集团军工兵团道桥一营
- 先遣渡江英雄连：第二十七集团军侦察营第二连
- 钢八连：原第七十九步兵师第二三五团第八连（现第二三五摩托步兵旅）
- 钢铁第一营：第一八八师第五六三团第一营
- 钢铁第八连：第一八八师第五六三团第八连

## 传闻
在经过六四清场后，北京市民傳言，犯下了最殘酷的暴行是第27軍，而38軍相对友好。因为普遍認為第27軍是由楊尚昆的侄子領導，狂熱地忠誠於强硬一系。27军的士兵被当地市民形容為“文盲”和“只懂殺人”。有报道称第27军的士兵在事先没有警告下枪杀手无寸铁的平民，并脅迫其他部隊殺死學生和示威群众。

## 延伸阅读
- 陆军第二十七集团军军史编委会 编：《陆军第二十七集团军军史（1935.11—1998.10）》，1999年.